# Peerapat Phonsawang
Peerapat Phonsawang (thailändisch พีระภัทร ผลสว่าง; * 31. August 2005) ist ein thailändischer Fußballspieler.

## Karriere
Peerapat Phonsawang erlernte das Fußballspielen in der Jugend vom Nakhon Ratchasima FC. Hier unterschrieb er Anfang August 2024 auch seinen ersten Profivertrag. Der Verein aus Nakhon Ratchasima spielt in der ersten Liga, der Thai League. Sein Erstligadebüt gab Peerapat Phonsawang am 21. September 2024 (7. Spieltag) im Auswärtsspiel gegen den Ratchaburi FC. Bei der 4:0-Niederlage wurde er in der 74. Minute für Somkaet Kunmee eingewechselt.

## Sonstiges
Peerapat Phonsawang ist der Zwillingsbruder von Pinnawat Phonsawang.